# Love It to Death
Love It to Death je třetí studiové album americké hard rockové skupiny Alice Cooper, vydané v lednu roku 1971 u Straight Records.

## Seznam skladeb

### Strana 1
1. "Caught in a Dream" (Michael Bruce) – 3:10
2. "I'm Eighteen" (Alice Cooper, Glen Buxton, Bruce, Dennis Dunaway, Neal Smith) – 3:00
3. "Long Way to Go" (Bruce) – 3:04
4. "Black Juju" (Dunaway) – 9:09

### Strana 2
1. "Is It My Body" (Cooper, Buxton, Bruce, Dunaway, Smith) – 2:39
2. "Hallowed Be My Name" (Smith) – 2:29
3. "Second Coming" (Cooper) – 3:04
4. "Ballad of Dwight Fry" (Cooper, Bruce) – 6:33
5. "Sun Arise" (Harry Butler, Rolf Harris) – 3:50

## Sestava
- Alice Cooper - zpěv, harmonika
- Glen Buxton - sólová kytara
- Michael Bruce - rytmická kytara, klávesy
- Dennis Dunaway - baskytara
- Neal Smith - bicí
- Bob Ezrin - klávesy